# Laval-sur-Tourbe
Laval-sur-Tourbe ist eine französische Gemeinde mit 49 Einwohnern (Stand 1. Januar 2022) im Département Marne in der Region Grand Est. Sie gehört zum Kanton Argonne Suippe et Vesle und zum Arrondissement Châlons-en-Champagne. 

## Lage
Die Gemeinde Laval-sur-Tourbe liegt 53 Kilometer östlich von Reims in der Trockenen Champagne. Sie wird von der Tourbe tangiert, einem Nebenfluss der Aisne. Sie ist umgeben von folgenden Nachbargemeinden:
|              | Wargemoulin-Hurlus                          | Berzieux                  |
| Somme-Suippe | Kompassrose, die auf Nachbargemeinden zeigt | Courtémont                |
|              | Saint-Jean-sur-Tourbe                       | Dommartin-sous-Hans, Hans |

## Bevölkerungsentwicklung

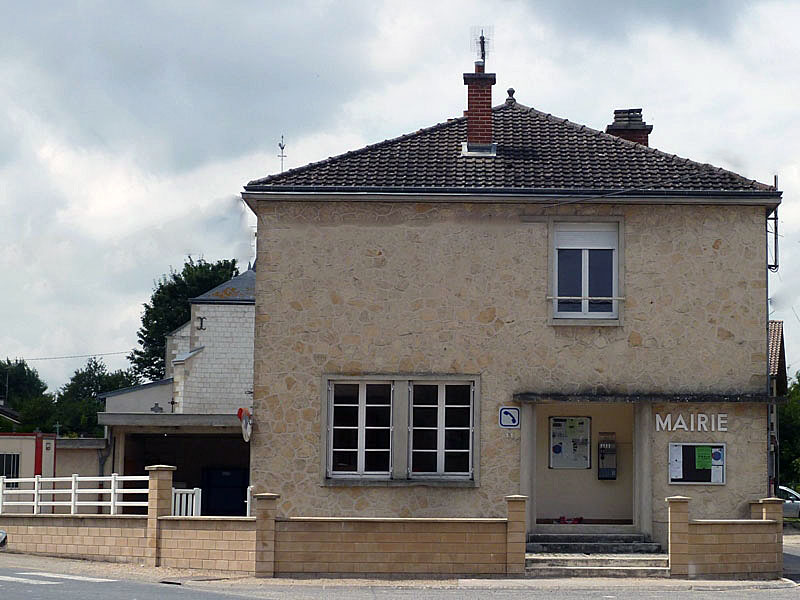
Mairie Laval-sur-Tourbe

| Jahr                       | 1962 | 1968 | 1975 | 1982 | 1990 | 1999 | 2008 | 2018 |
| -------------------------- | ---- | ---- | ---- | ---- | ---- | ---- | ---- | ---- |
| Einwohner                  | 92   | 82   | 60   | 59   | 55   | 53   | 53   | 56   |
| Quellen: Cassini und INSEE |      |      |      |      |      |      |      |      |